# Hrvatski iseljenički zbornik
Hrvatski iseljenički zbornik (eng. The Croatian Emigrant Almanac, špa. El Anuario de la Emigración Croata, skr. HIZ), trojezični je godišnjak Hrvatske matice iseljenika, sljednik Matičinog iseljeničkoga kalendara. Izlazi na hrvatskom, engleskom i španjolskom jeziku, u tiskanom i mrežnom obliku, od 1992. u Zagrebu. Obrađuje teme vezane uz hrvatsko iseljeništvo.
Zbornik su uređivali Vinko Nikolić (1992.), Boris Maruna (1993. - 1995.), Aleksandar Ravlić (1995./'96., 1997., 1998./'99.), Ante Beljo (1997.), Diana Šimurina-Šoufek (1997.) i ini.

## Vanjske poveznice
- Službene mrežne stranice: hrvatski, engleski i španjolski jezik